# Naked (película de 1993)
Naked (también conocida como: Indefenso) es una película de tragicomedia oscura británica de 1993 dirigida por Mike Leigh. Sus protagonistas son David Thewlis, Lesley Sharp y Katrin Cartlidge.

## Trama
Después de un encuentro sexual con una mujer casada en un callejón en Mánchester que se convierte en una violación, Johnny (David Thewlis) roba un coche y huye de su ciudad natal a Londres para buscar refugio en la casa de su exnovia, Louise (Lesley Sharp). 
Johnny es un hombre inteligente, educado y elocuente pero con una profunda amargura que siempre le mantiene al límite de una conducta sádica. En Londres seduce a la compañera de piso de Louise, Sophie (Katrin Cartlidge), antes de embarcarse en una odisea en la que compartirá sus días entre indigentes y desesperados personajes de los bajos fondos de la capital del Reino Unido.
Durante sus encuentros en el sórdido Londres, Johnny expone su visión del mundo (que en diferentes instancias parece ser fatalista, nihilista o transhumanista) a todas aquellas personas que lo escuchen. Mientras tanto, en la casa de su exnovia, la presencia del dueño psicópata del edificio acecha desde el fondo.
Finalmente este periplo por los bajos fondos acaba cuando Johnny sufre una paliza a manos de unos matones y debe volver a casa de su exnovia, donde se encuentra de vuelta a una de las compañeras del piso que le obliga a marcharse y a lanzarse de nuevo al mundo como ha hecho muchas veces anteriormente.

## Reparto
- David Thewlis como Johnny.
- Lesley Sharp como Louise Clancy.
- Katrin Cartlidge como Sophie.
- Greg Cruttwell como Jeremy G. Smart, también conocido como Sebastian Hawk.
- Claire Skinner como Sandra la enfermera.
- Ewen Bremner como Archie el escocés.

## Premios y nominaciones
- Cinéfest: Mejor película internacional (1993).
- Festival de Cannes (1993): Mejor director.
- Festival de Cannes (1993): Palma de oro (nominada).
- Festival de Cannes: Mejor actor - David Thewlis (1993).
- New York Film Critics Circle Awards: Mejor actor - David Thewlis (1993).
- Toronto International Film Festival: Metro Media Award (1993).
- Evening Standard British Film Awards: Mejor actor - David Thewlis (1994).
- London Critics Circle Film Awards ALFS Award: Actor británico del año - David Thewlis (1994).
- National Society of Film Critics Awards: Mejor actor - David Thewlis (1994).
- BAFTA Awards Alexander Korda Award mejor película británica (1994) (nominada).
- Independent Spirit Awards: Mejor película extranjera (1994) (nominada).